# National Football League 2006
La stagione NFL 2006 fu la 87ª stagione sportiva della National Football League, la massima lega professionistica statunitense di football americano. La finale del campionato, il Super Bowl XLI, si disputò il 4 febbraio 2007 nel Dolphin Stadium di Miami, in Florida, tra i Chicago Bears e gli Indianapolis Colts e vide prevalere questi ultimi per 17 a 14. La stagione iniziò il 7 settembre 2006 e si concluse il 10 febbraio 2007 con il Pro Bowl 2007 di Honolulu.

## Modifiche alle regole
Durante la stagione vennero introdotte le seguenti modifiche al regolamento:
- Vennero regolamentati i festeggiamenti dopo un touchdown, vennero vietati i festeggiamenti con i giocatori stesi a terra. Rimasero consentiti i salti, i balli (purché non prolungati), il gettare il pallone per terra o il lanciarlo tra i pali della porta[1].
- Venne vietato ai difensori di colpire volontariamente chi effettua un lancio dalle ginocchia in giù. Tale regola venne adottata in seguito agli infortuni ai quarterback Carson Palmer, Ben Roethlisberger e Brian Griese verificatisi nella stagione precedente.
- Venne aggiunta tra le situazioni soggette a instant replay anche quella di down-by-contact per determinare se una palla persa da un giocatore potesse o meno essere considerata un fumble. In precedenza la decisione presa dagli arbitri non era soggetta a verifica.
- Venne ampliata la regola adottata nella stagione precedente detta horse-collar tackle (espressione con cui si indica un placcaggio effettuato prendendo l'avversario da dietro per il collo della maglia). Venne vietato qualunque placcaggio effettuato aggrappandosi all'interno della maglia.
- Venne vietato ai difensori di allinearsi direttamente davanti al long snapper durante le azioni di punt, field goal o extra point. Tale regola venne adottata come misura precauzionale per ridurre possibili infortuni.

## Stagione regolare
La stagione regolare iniziò il 7 settembre e terminò il 31 dicembre 2006, si svolse in 17 giornate durante le quali ogni squadra disputò 16 partite secondo le regole del calendario della NFL.
Gli accoppiamenti Intraconference e Interconference tra Division furono i seguenti
| Intraconference                                                                                                 | Interconference                                                                                                 |
| --- | --- |
| - AFC East contro AFC South - AFC West contro AFC North - NFC East contro NFC South - NFC West contro NFC North | - AFC East contro NFC North - AFC North contro NFC South - AFC South contro NFC East - AFC West contro NFC West |

### Risultati della stagione regolare
- V = Vittorie, S = Sconfitte, P = Pareggi, PCT = Percentuale di vittorie, PF = Punti Fatti, PS = Punti Subiti
- La qualificazione ai play-off è indicata in verde (tra parentesi il seed)

| AFC East                 |    |    |   |     |     |     |
| Squadra                  | V  | S  | P | PCT | PF  | PS  |
| (4) New England Patriots | 12 | 4  | 0 | 750 | 385 | 237 |
| (5) New York Jets        | 10 | 6  | 0 | 625 | 316 | 295 |
| Buffalo Bills            | 7  | 9  | 0 | 438 | 300 | 311 |
| Miami Dolphins           | 6  | 10 | 0 | 375 | 260 | 283 |

| NFC East                |    |    |   |     |     |     |
| Squadra                 | V  | S  | P | PCT | PF  | PS  |
| (3) Philadelphia Eagles | 10 | 6  | 0 | 625 | 398 | 328 |
| (5) Dallas Cowboys      | 9  | 7  | 0 | 563 | 425 | 350 |
| (6) New York Giants     | 8  | 8  | 0 | 500 | 355 | 362 |
| Washington Redskins     | 5  | 11 | 0 | 313 | 307 | 376 |

| AFC North            |    |    |   |     |     |     |
| Squadra              | V  | S  | P | PCT | PF  | PS  |
| (2) Baltimore Ravens | 13 | 3  | 0 | 813 | 353 | 201 |
| Cincinnati Bengals   | 8  | 8  | 0 | 500 | 373 | 331 |
| Pittsburgh Steelers  | 8  | 8  | 0 | 500 | 353 | 315 |
| Cleveland Browns     | 4  | 12 | 0 | 250 | 238 | 356 |

| NFC North         |    |    |   |     |     |     |
| Squadra           | V  | S  | P | PCT | PF  | PS  |
| (1) Chicago Bears | 13 | 3  | 0 | 813 | 427 | 255 |
| Green Bay Packers | 8  | 8  | 0 | 500 | 301 | 366 |
| Minnesota Vikings | 6  | 10 | 0 | 375 | 282 | 327 |
| Detroit Lions     | 3  | 13 | 0 | 188 | 305 | 398 |

| AFC South              |    |    |   |     |     |     |
| Squadra                | V  | S  | P | PCT | PF  | PS  |
| (3) Indianapolis Colts | 12 | 4  | 0 | 750 | 427 | 360 |
| Tennessee Titans       | 8  | 8  | 0 | 500 | 324 | 400 |
| Jacksonville Jaguars   | 8  | 8  | 0 | 500 | 371 | 274 |
| Houston Texans         | 6  | 10 | 0 | 375 | 267 | 366 |

| NFC South              |    |    |   |     |     |     |
| Squadra                | V  | S  | P | PCT | PF  | PS  |
| (2) New Orleans Saints | 10 | 6  | 0 | 625 | 413 | 322 |
| Carolina Panthers      | 8  | 8  | 0 | 500 | 270 | 305 |
| Atlanta Falcons        | 7  | 9  | 0 | 438 | 292 | 328 |
| Tampa Bay Buccaneers   | 4  | 12 | 0 | 250 | 211 | 353 |

| AFC West               |    |    |   |     |     |     |
| Squadra                | V  | S  | P | PCT | PF  | PS  |
| (1) San Diego Chargers | 14 | 2  | 0 | 875 | 492 | 303 |
| (6) Kansas City Chiefs | 9  | 7  | 0 | 563 | 331 | 315 |
| Denver Broncos         | 9  | 7  | 0 | 563 | 319 | 305 |
| Oakland Raiders        | 2  | 14 | 0 | 125 | 168 | 332 |

| NFC West             |   |    |   |     |     |     |
| Squadra              | V | S  | P | PCT | PF  | PS  |
| (4) Seattle Seahawks | 9 | 7  | 0 | 563 | 335 | 341 |
| Saint Louis Rams     | 8 | 8  | 0 | 500 | 367 | 381 |
| San Francisco 49ers  | 7 | 9  | 0 | 438 | 298 | 412 |
| Arizona Cardinals    | 5 | 11 | 0 | 313 | 314 | 389 |

## Play-off
I play-off iniziarono con il Wild Card Weekend il 6 e 7 gennaio 2007. I Divisional Playoff si giocarono il 13 e 14 gennaio e i Conference Championship Game il 21 gennaio. Il Super Bowl XLI si giocò il 4 febbraio nel Dolphin Stadium di Miami.

### Seeding
| Seed | American Football Conference              | National Football Conference             |
| ---- | ----------------------------------------- | ---------------------------------------- |
| 1    | San Diego Chargers (vincitori AFC West)   | Chicago Bears (vincitori NFC North)      |
| 2    | Baltimore Ravens (vincitori AFC North)    | New Orleans Saints (vincitori NFC South) |
| 3    | Indianapolis Colts (vincitori AFC South)  | Philadelphia Eagles (vincitori NFC East) |
| 4    | New England Patriots (vincitori AFC East) | Seattle Seahawks (vincitori NFC West)    |
| 5    | New York Jets                             | Dallas Cowboys                           |
| 6    | Kansas City Chiefs                        | New York Giants                          |

### Incontri
| Wild Card Game | Wild Card Game                      | Wild Card Game                      | Wild Card Game                      |    |              | Divisional Play-off           | Divisional Play-off              | Divisional Play-off           |                              |                              | Conference Championship      | Conference Championship | Conference Championship |  |  | Super Bowl XLI | Super Bowl XLI | Super Bowl XLI | Super Bowl XLI | Super Bowl XLI |
|                |                                     |                                     |                                     |    |              |                               |                                  |                               |                              |                              |                              |                         |                         |  |  |                |                |                |                |                |
|                | 7 gennaio - Gillette Stadium        | 7 gennaio - Gillette Stadium        | 7 gennaio - Gillette Stadium        |    |              | 14 gennaio - Qualcomm Stadium | 14 gennaio - Qualcomm Stadium    | 14 gennaio - Qualcomm Stadium |                              |                              |                              |                         |                         |  |  |                |                |                |                |                |
|                | 7 gennaio - Gillette Stadium        | 7 gennaio - Gillette Stadium        | 7 gennaio - Gillette Stadium        |    |              | 14 gennaio - Qualcomm Stadium | 14 gennaio - Qualcomm Stadium    | 14 gennaio - Qualcomm Stadium |                              |                              |                              |                         |                         |  |  |                |                |                |                |                |
|                | 7 gennaio - Gillette Stadium        | 7 gennaio - Gillette Stadium        | 7 gennaio - Gillette Stadium        |    |              | 14 gennaio - Qualcomm Stadium | 14 gennaio - Qualcomm Stadium    | 14 gennaio - Qualcomm Stadium |                              |                              |                              |                         |                         |  |  |                |                |                |                |                |
|                | 7 gennaio - Gillette Stadium        | 7 gennaio - Gillette Stadium        | 7 gennaio - Gillette Stadium        |    |              | 14 gennaio - Qualcomm Stadium | 14 gennaio - Qualcomm Stadium    | 14 gennaio - Qualcomm Stadium |                              |                              |                              |                         |                         |  |  |                |                |                |                |                |
|                | 5                                   | N.Y. Jets                           | 16                                  |    |              | 14 gennaio - Qualcomm Stadium | 14 gennaio - Qualcomm Stadium    | 14 gennaio - Qualcomm Stadium |                              |                              |                              |                         |                         |  |  |                |                |                |                |                |
|                | 5                                   | N.Y. Jets                           | 16                                  | 4  | New England  | 24                            |                                  |                               |                              |                              |                              |                         |                         |  |  |                |                |                |                |                |
|                | 4                                   | New England                         | 37                                  | 4  | New England  | 24                            |                                  |                               | 21 gennaio - RCA Dome        | 21 gennaio - RCA Dome        | 21 gennaio - RCA Dome        |                         |                         |  |  |                |                |                |                |                |
|                | 4                                   | New England                         | 37                                  | 1  | San Diego    | 21                            |                                  |                               | 21 gennaio - RCA Dome        | 21 gennaio - RCA Dome        | 21 gennaio - RCA Dome        |                         |                         |  |  |                |                |                |                |                |
|                |                                     |                                     |                                     | 1  | San Diego    | 21                            |                                  |                               | 21 gennaio - RCA Dome        | 21 gennaio - RCA Dome        | 21 gennaio - RCA Dome        |                         |                         |  |  |                |                |                |                |                |
|                |                                     |                                     |                                     |    |              |                               |                                  |                               | 21 gennaio - RCA Dome        | 21 gennaio - RCA Dome        | 21 gennaio - RCA Dome        |                         |                         |  |  |                |                |                |                |                |
|                | 6 gennaio - RCA Dome                | 6 gennaio - RCA Dome                | 6 gennaio - RCA Dome                | 4  | New England  | 34                            |                                  |                               |                              |                              |                              |                         |                         |  |  |                |                |                |                |                |
|                | 6 gennaio - RCA Dome                | 6 gennaio - RCA Dome                | 6 gennaio - RCA Dome                | 4  | New England  | 34                            | 13 gennaio - M&T Bank Stadium    |                               |                              |                              |                              |                         |                         |  |  |                |                |                |                |                |
|                | 6 gennaio - RCA Dome                | 6 gennaio - RCA Dome                | 6 gennaio - RCA Dome                |    | 3            | Indianapolis                  | 38                               |                               |                              |                              |                              |                         |                         |  |  |                |                |                |                |                |
|                | 6 gennaio - RCA Dome                | 6 gennaio - RCA Dome                | 6 gennaio - RCA Dome                |    | 3            | Indianapolis                  | 38                               |                               |                              |                              |                              |                         |                         |  |  |                |                |                |                |                |
|                | 6                                   | Kansas City                         | 8                                   |    |              |                               |                                  |                               |                              |                              |                              |                         |                         |  |  |                |                |                |                |                |
|                | 6                                   | Kansas City                         | 8                                   | 3  | Indianapolis | 15                            |                                  |                               |                              |                              |                              |                         |                         |  |  |                |                |                |                |                |
|                | 3                                   | Indianapolis                        | 23                                  | 3  | Indianapolis | 15                            |                                  |                               | 4 febbraio - Dolphin Stadium | 4 febbraio - Dolphin Stadium | 4 febbraio - Dolphin Stadium |                         |                         |  |  |                |                |                |                |                |
|                | 3                                   | Indianapolis                        | 23                                  | 2  | Baltimore    | 6                             |                                  |                               | 4 febbraio - Dolphin Stadium | 4 febbraio - Dolphin Stadium | 4 febbraio - Dolphin Stadium |                         |                         |  |  |                |                |                |                |                |
|                |                                     |                                     |                                     | 2  | Baltimore    | 6                             |                                  |                               |                              | 4 febbraio - Dolphin Stadium | 4 febbraio - Dolphin Stadium |                         |                         |  |  |                |                |                |                |                |
|                |                                     |                                     |                                     |    |              |                               |                                  |                               |                              | 4 febbraio - Dolphin Stadium | 4 febbraio - Dolphin Stadium |                         |                         |  |  |                |                |                |                |                |
|                | 7 gennaio - Lincoln Financial Field | 7 gennaio - Lincoln Financial Field | 7 gennaio - Lincoln Financial Field | A3 | Indianapolis | 29                            |                                  |                               |                              |                              |                              |                         |                         |  |  |                |                |                |                |                |
|                | 7 gennaio - Lincoln Financial Field | 7 gennaio - Lincoln Financial Field | 7 gennaio - Lincoln Financial Field | A3 | Indianapolis | 29                            | 13 gennaio - Louisiana Superdome |                               |                              |                              |                              |                         |                         |  |  |                |                |                |                |                |
|                | 7 gennaio - Lincoln Financial Field | 7 gennaio - Lincoln Financial Field | 7 gennaio - Lincoln Financial Field |    | N1           | Chicago                       | 17                               |                               |                              |                              |                              |                         |                         |  |  |                |                |                |                |                |
|                | 7 gennaio - Lincoln Financial Field | 7 gennaio - Lincoln Financial Field | 7 gennaio - Lincoln Financial Field |    | N1           | Chicago                       | 17                               |                               |                              |                              |                              |                         |                         |  |  |                |                |                |                |                |
|                | 6                                   | N.Y. Giants                         | 20                                  |    |              |                               |                                  |                               |                              |                              |                              |                         |                         |  |  |                |                |                |                |                |
|                | 6                                   | N.Y. Giants                         | 20                                  | 3  | Philadelphia | 24                            |                                  |                               |                              |                              |                              |                         |                         |  |  |                |                |                |                |                |
|                | 3                                   | Philadelphia                        | 23                                  | 3  | Philadelphia | 24                            |                                  |                               | 21 gennaio - Soldier Field   | 21 gennaio - Soldier Field   | 21 gennaio - Soldier Field   |                         |                         |  |  |                |                |                |                |                |
|                | 3                                   | Philadelphia                        | 23                                  | 2  | New Orleans  | 27                            |                                  |                               | 21 gennaio - Soldier Field   | 21 gennaio - Soldier Field   | 21 gennaio - Soldier Field   |                         |                         |  |  |                |                |                |                |                |
|                |                                     |                                     |                                     | 2  | New Orleans  | 27                            |                                  |                               | 21 gennaio - Soldier Field   | 21 gennaio - Soldier Field   | 21 gennaio - Soldier Field   |                         |                         |  |  |                |                |                |                |                |
|                |                                     |                                     |                                     |    |              |                               |                                  |                               | 21 gennaio - Soldier Field   | 21 gennaio - Soldier Field   | 21 gennaio - Soldier Field   |                         |                         |  |  |                |                |                |                |                |
|                | 6 gennaio - Qwest Field             | 6 gennaio - Qwest Field             | 6 gennaio - Qwest Field             | 2  | New Orleans  | 14                            |                                  |                               |                              |                              |                              |                         |                         |  |  |                |                |                |                |                |
|                | 6 gennaio - Qwest Field             | 6 gennaio - Qwest Field             | 6 gennaio - Qwest Field             | 2  | New Orleans  | 14                            | 14 gennaio - Soldier Field       |                               |                              |                              |                              |                         |                         |  |  |                |                |                |                |                |
|                | 6 gennaio - Qwest Field             | 6 gennaio - Qwest Field             | 6 gennaio - Qwest Field             |    | 1            | Chicago                       | 39                               |                               |                              |                              |                              |                         |                         |  |  |                |                |                |                |                |
|                | 6 gennaio - Qwest Field             | 6 gennaio - Qwest Field             | 6 gennaio - Qwest Field             |    | 1            | Chicago                       | 39                               |                               |                              |                              |                              |                         |                         |  |  |                |                |                |                |                |
|                | 5                                   | Dallas                              | 20                                  |    |              |                               |                                  |                               |                              |                              |                              |                         |                         |  |  |                |                |                |                |                |
|                | 5                                   | Dallas                              | 20                                  | 4  | Seattle      | 24                            |                                  |                               |                              |                              |                              |                         |                         |  |  |                |                |                |                |                |
|                | 4                                   | Seattle                             | 21                                  | 4  | Seattle      | 24                            |                                  |                               |                              |                              |                              |                         |                         |  |  |                |                |                |                |                |
|                | 4                                   | Seattle                             | 21                                  | 1  | Chicago      | 27                            |                                  |                               |                              |                              |                              |                         |                         |  |  |                |                |                |                |                |

### Vincitore
| Vincitori del Super Bowl XLI Indianapolis Colts 4º titolo (2º Super Bowl) |

## Premi individuali
| MVP della NFL                 | LaDainian Tomlinson, Running Back, San Diego Chargers |
| Allenatore dell'anno          | Sean Payton, New Orleans Saints                       |
| Giocatore offensivo dell'anno | LaDainian Tomlinson, Running Back, San Diego Chargers |
| Difensore dell'anno           | Jason Taylor, Defensive End, Miami Dolphins           |
| Rookie offensivo dell'anno    | Vince Young, Quarterback, Tennessee Titans            |
| Rookie difensivo dell'anno    | DeMeco Ryans, Linebacker, Houston Texans              |
| Comeback Player of the Year   | Chad Pennington, Quarterback, New York Jets           |